# Петър Дънов
Петър Константинов Дънов, наричан от последователите си „Учителя“ или Беинсá Дунó, е български философ, основател на религиозно-философско учение, наричано Всемирно бяло братство, което се самоопределя като езотерично християнство и окултизъм.
Учението е смятано от българската държава за религиозно и е регистрирано от Дирекцията по вероизповеданията като отделно вероизповедание. Това учение в България е известно под името Дъновизъм, а последователите му са наричани дъновисти. Самият Дънов не одобрява наименованието дъновисти, а последователите му се самонаричат ученици на Всемирното бяло братство.

## Биография

### Семейство
Петър Дънов е роден на 11 юли (29 юни стар стил) 1864 година във варненското село Хадърча, тогава в Османската империя. Той е трето дете на свещеник Константин Дъновски и на Добра Георгиева. Негов дядо по майчина линия е чорбаджи Атанас Георгиев (1805 – 1865), български възрожденски поборник за църковна независимост. Баща му Константин Дъновски (1830 – 1918) е първият български свещеник във Варна.

### Образование
През 1871 г. започва да посещава училището в родното си село, според някои автори, но според други през 1870 г. баща му, при новото си преместване във Варна, взима и цялото си семейство и детето тръгва на училище там. През учебната 1880/1881 година завършва първи гимназиален клас във Варненската държавна реална гимназия и продължава обучението си там. През пролетта на 1884 г. (втория учебен срок на четвърти гимназиален клас) той се разболява тежко и в училищните документи е записано: „Не е държал изпит по болезън, но ще държи по представление на докторско свидетелство“. В следващите две учебни години (1884/85 и 1885/86) името му не фигурира в списъците на гимназията, няма данни за положени изпити и документ за завършването ѝ.
Тежката болест е преломен момент в живота на Петър Дънов. Няколко години по-късно той пише, че преди нея е чел религиозните книги на баща си, но „не е следвал истината“, чувствал е „душевна борба между добро и зло“. „Бях поразен от болест, която ме доведе почти до прага на смъртта. Когато се почувствувах толкова безпомощен и си мислех, че скоро ще се явя пред Бога, аз реших да следвам Христа и със сълзи на очи молих за опрощение на греховете си. Скоро след това здравето ми се възстанови. Моето желание е да бъда завинаги Христов и да свидетелствувам за Него“.
Петър Дънов продължава образованието си от януари 1885 г. (от втория срок) в методисткото евангелско училище в Свищов. Там признават обучението му във варненската гимназия и след година и половина в Свищов, на 24 юни 1887 г. той получава атестат за завършен пълен петгодишен курс на обучение в Богословския отдел на Американското научно-богословско училище, на основание и на трите и половина години обучение във Варненската реална гимназия (1880/81 – 1883/84). Учители там са му високообразованите българи Стефан Томов и Йордан Икономов, които след това му дават препоръки за следване със стипендия в Дрю, и директора Чалис.
След завършване на средното училище през 1887 г. Петър Дънов трябва да отбие военната си служба. По тогавашния закон (ДВ, бр. 89/6.12.1880), ако броят на способните да постъпят във войската е по-голям от необходимото, се тегли жребий и някои се освобождават завинаги от военна служба. Петър Дънов изтегля точно такъв билет и така е законно освободен и от всички следващи мобилизации.
През учебната 1887/88 година Петър Дънов е проповедник и учител в Началното методистко училище в русенското село Хотанца. Изпратен е там от Българската методистка мисия в Русе. Постига много добри резултати в работата си с децата и техните родители, което убеждава Мисията да го изпрати от есента на 1888 г. да продължи образованието си в методистката семинария „Дрю“ в гр. Медисън (САЩ).
Петър Дънов заминава за САЩ през лятото на 1888 г. и през септември се записва за студент в посочената Методистка теологическа семинария „Дрю“ в град Медисън, на 40 – 50 км от Ню Йорк, в щата Ню Джърси. След завършването ѝ се записва в Теологическия факултет на Бостънския университет, където защитава дипломна работа на тема „Миграцията на германските племена и тяхното християнизиране“ и се дипломира през юни 1893 г. През юли постъпва в Медицинския факултет на Бостънския университет. През 1895 година решава да се върне в България. През годините, прекарани в Америка, той се запознава с най-модерните философско-богословски течения в САЩ, а и в света, тъй като по това време Щатите са световен център на различни философски направления (особено на протестантизма, модерния спиритизъм и теософското движение). Запознава се и с най-големите научни постижения в областта на физиката, математиката, астрономията, космологията и биологията.

### Завръщане в България. Първи години
През 1895 г. Петър Дънов се завръща в България и се установява във Варна. Участва дейно в обществения живот, с ясно изразена патриотична нагласа, стреми се да повдига духа, образованието и културата на народа. На 5 ноември 1895 г., в най-голямата зала на тогавашна Варна – зала „Съединение“, той държи сказката „Науката и възпитанието в отношение на двата велики закона на развитието“. Това е първата регистрирана в българския печат (във Варненский общинский вестник) сказка на Петър Дънов. Написва и книга: „Науката и възпитанието – началата на человеческий живот“, която издава през 1896 г. във Варна. Включва се в дейността на създаденото на 12 май 1896 г. във Варна тракийско емигрантско дружество „Странджа“. Участва в организацията на проведения на 29 декември 1896 г. митинг по повод „лошото положение на християнските и другите немюсюлмански народи в Турция, особено това в Македония и Одринския вилает, които продължават да живеят в робство“. Петър Дънов е член на „Бюрото на Митинга“, чийто председател е Капитан Петко войвода. Приета е резолюция, подписана от Бюрото, изпратена до посланиците на Великите сили в Цариград, до българското правителство и всички по-важни чуждестранни вестници, като вероятно английският превод е дело на Дънов. В началото на 1897 г. е избран за библиотекар-домакин на читалището във Варна, чийто председател е Петко Киряков (Капитан Петко войвода). В читалището и в зала „Съединение“ Дънов държи общо пет сказки през 1897 г. (документите на читалището за 1898 и 1899 г. не са открити).
През 1897 г. Петър Дънов има мистично изживяване – слизането на Божествения Дух върху него, което е третият ключов момент в живота му (след болестта и обръщането му към Бога). Това става на 7 март (стар стил) във Варна. Счита се, че тогава „той приема „задължението“ на духовен Учител, който се е въплътил в това негово тяло“. Това духовно задължение, съчетано с гражданска позиция, Дънов следва неотклонно до края на земния си живот, работейки сред българския народ „за приемане от него на Божествената Любов, Мъдрост и Истина, като най-висш идеал за човека“.
През 1897 г. Петър Дънов учредява със съмишленици във Варна „Общество за повдигание религиозния дух на българский народ“; в него членуват (според най-ранния запазен протокол от 1903 г.) д-р Георги Миркович, Мария Казакова, Тодор Стоименов, Пеню Киров, Анастасия Желязкова и Милкон Партомиян. През 1898 г. записва и произнася пред Варненското благотворително дружество „Майка“ беседата „Призвание към народа ми – български синове на семейството славянско“, която е апел към социално и духовно самоутвърждаване. На следващата година написва „Десетте свидетелства Господни“ и „Божието обещание“. През 1900 г. издава брошура с мистичен текст под заглавие „Хио-ели-мели-Месаил. Глас Божий, с псевдоним „Еманоил“. Оригиналният ръкописен текст, с начало сакралната за него дата 7 март 1897 г., се намира в най-ранното му по хронологичен обхват тефтерче (2 ноември 1887 – 11 март 1899 г.). През юли 1900 година във Варна се провежда първият от годишните събори на Бялото Братство. Присъстват трима ученици на Учителя: д-р Георги Миркович, Пеню Киров и Тодор Стоименов.
Така Петър Дънов застава в центъра на духовно общество, което постепенно започват да наричат Веригата – название, олицетворяващо връзката на Бога със Светия Дух и Сина Божи. По-късно, през 1912 г. той заявява, че те представляват Бяло братство, обявено от него за клон на Всемирното Бяло братство, представлявано в миналото от богомилите в България.:с. 92 Последователите на Дънов започват да го наричат „Учителя“. Според тяхното гледище след 1897 г. е по-правилно да се говори за Учителя Беинса Дуно, вместо за Петър Дънов, въпреки че името Беинса Дуно започва да се употребява в публикации едва в началото на 30-те години на XX век. Според някои етимологията му вероятно е с протосанскритски корени и се превежда като Тоз, който носи Добро чрез Слово.

### Създаване на учение и школа
От 1900 г. Петър Дънов свиква ежегодни събори, наричани първоначално „срещи на Веригата“. Оттогава до 1942 г. през август се провеждат годишни събори на различни места – във Варна (1900, 1903, 1905 – 1909), в Бургас (1901, 1902 и 1904), в Търново (1910 – 1925), в София (1926 – 1941), на планините Рила и Витоша. Те се превръщат във важни форуми, на които той изнася беседи, дава конкретни духовни задачи и работа за през следващата година.
От 1901 до 1912 г. пътува из селищата на България, изнася сказки и прави френологични и психологически изследвания върху българите. Пътуванията му обхващат територията от двете страни на Стара планина и от Черно море до Цариброд. От 1904 г. пребивава продължителни периоди от време в София, в дома на Петко Гумнеров на ул. „Опълченска“ 66 (къща-близнак с тази, в която живее Георги Димитров). Започва да изнася публични беседи в неделните дни.:с. 60 Централно място в тях заема фигурата на Христос, схващан като историческа, космична и метафизична личност.
През 1912 г. в село Арбанаси работи върху Библията и съставя „Завета на цветните лъчи на светлината“, който излиза от печат през септември същата година. На титулната страница е изписано мотото: „Винаги ще съм предан раб на Господа Иисуса Христа, Син Божий, 15 август, Търново, 1912“.
На 9 март 1914 г. обявява началото на новата епоха на Водолея.:с. 60 – 61 На 16 март 1914 г. произнася в София първата официално стенографирана неделна беседа, „Ето Човека“, която е и началото на издаваните под надслов „Сила и живот“ неделни беседи.:с. 61 В тях излага основните принципи на своето учение, което нарича „Новото учение на Всемирното бяло братство“.
На 8 февруари 1917 г. започва в София специални лекции пред омъжени жени, известни като цикъла „Великата майка“ или „четвъртъчни беседи“, които продължават до 30 юни 1932 г. През 1917 – 1918 г., по време на Първата световна война, правителството на Васил Радославов го интернира във Варна, тъй като разколебава духа на войниците на фронта, както и поради мнението му, че България не трябва да взима участие във войната. Живее в хотел „Лондон“ и води преписка със свои ученици.:с. 60 – 62:с. 93 – 94 След края на войната бързо нараства броят на последователите му из цялата страна и към 1936 година достига около 40 000 души, а е разпространено и в чужбина: Япония, Финландия, САЩ, Швейцария, Югославия, Испания, Чехословакия и др.
На 24 февруари 1922 г. открива в София езотерична школа, която нарича Школа на Всемирното Бяло братство. Състои се от два класа ученици – Общ окултен клас и Младежки окултен клас.:с. 95 Общият е за слушатели от всяка възраст и семейно положение, а Младежкият е само за младежи, поканени лично от него. Лекциите пред окултните класове са един път седмично и продължават 22 години – до декември 1944 г.:с. 108
През 1927 г. Дънов създава край София селището Изгрева (днес квартал Изгрев в София), в което събира свои слушатели, последователи и ученици, за да центрира работата на езотеричната школа. Установява се постоянно в Изгрева, където проповядва в специално построен салон. От 19 август 1927 г. (на годишния събор на Всемирното бяло братство) изнася поредица от беседи, обединени в цикъла „Пътят на ученика“.
През лятото на 1929 г. Дънов за първи път извежда своите последователи и ученици на лагер край Седемте рилски езера. На 21 септември 1930 г. открива ново течение на своите проповеди, наречено неделни утринни слова, които продължават до април 1944 г. От 1934 г. започва работа върху паневритмията – цикъл от 28 упражнения, съставени от мелодия, текст и пластични движения. По-късно към нея добавя упражненията Слънчеви лъчи и Пентаграм.
Активист на политическата партия Демократически сговор му нанася побой на 4 май 1936 г., който предизвиква мозъчен кръвоизлив и парализа. Въпреки заболяването на 14 юли Петър Дънов излиза със свои ученици на лагер край Седемте рилски езера и до 12 август напълно възстановява здравето си.
На 22 март 1939 г. записва послание към учениците си, озаглавено „Вечният завет на Духа“. В началото на 1944 г., по време на тежките въздушни бомбардировки над София, казва на свои ученици: „Тук вече няма условия да поддържа човек връзката си с Бога. Да излезем от тук“ и заедно с малка група от тях отива в село Мърчаево (на 24 км югозападно от София). Установява се в дома (сега музей) на своя ученик Темелко Гьорев. Много негови последователи също се установяват в селото, а други периодично отиват там от София. В Мърчаево продължават беседите, провежда се и последният събор на Братството.
Завръща се на Изгрева на 19 октомври 1944 г. На 20 декември 1944 г. изнася пред Общия окултен клас беседата „Последно слово“.:с. 62
Петър Дънов умира на 27 декември 1944 година в София и е погребан на Изгрева.:с. 140:с. 62 – 63 Мястото е обявено за паметно място през 1976 г. от Комитета за култура, ръководен от Людмила Живкова. През 1998 г. е обявено за паметник на културата с национално значение (недвижима културна ценност) като „Историческо място и гроб на Петър Дънов (Учителя)“.
В Централния държавен архив се пазят снимки, спомени и беседи на Петър Дънов – фонд 1534К, 2 описа, 794 а.е.

## Творчество

### Книги
Творбите, написани лично от Петър Дънов, са само няколко. В първата му книга, „Науката и възпитанието – началата на человеческий живот“ (1896), се виждат насоките на бъдещата му дейност и основни положения, които по-късно разработва подробно в учението си: отношението между религията и науката и необходимостта от тяхното взаимодействие, потребността от модернизиране и научно осмисляне на религиозния мироглед, развиване на способностите на висшето естество (Божественото начало в човека) чрез правилни научни и възпитателни методи, идеята за целостта на вселената и човека като част от един общ колективен организъм.
През 1900 г. издава брошурата „Хио-ели-мели-Месаил. Глас Божий, с псевдоним „Еманоил“, съдържаща основни за неговата изграждаща се концепция идеи. По стил текстът наподобява пророческите текстове от Стария завет, а Петър Дънов се явява като медиатор, чрез който се предава Божието слово. Основни идеи са „повдигането“ на българския народ (и на цялото човечество) и наближаването на Божието царство; затова се отправя призив за подготовка на душата и мисленето.
През 1912 г. излиза друг труд, написан лично от него: „Завета на цветните лъчи на светлината“. Съставен е на базата на стихове от Библията, групирани съобразно цветовата им символика, предназначени за четене през различните дни от седмицата.

### Беседи
Различните аспекти в учението му са изложени и развити в над 7000 негови беседи (лекции), изнасяни в периода 1904 – 1944 г., като не всички са издадени. Предадени са посредством стенографиране. Публикувани са в няколко многотомни поредици – неделни беседи (поредица „Сила и живот“), четвъртъчни беседи (цикъл „Великата майка“), съборни беседи, лекции пред Общия окултен клас, лекции пред Младежкия (Специалния) окултен клас, неделни утринни слова и други.:с. 23, 61

### Музикално творчество
Петър Дънов учи музика и цигулка през 1880-те години при учителя си по музика от Варненската гимназия чешкия цигулар В. Фалтис.
През 1900-те години започва да композира по библейски и свои текстове песни, наричани по-късно „братски песни“, а от 1922 г. дава в двата окултни класа на своята Школа песни и мелодии, които нарича окултни музикални упражнения. Според него те са метод за работа на езотеричния ученик и са предназначени да тонизират и хармонизират неговите психични процеси. Някои от текстовете на музикалните упражнения са на измислен (обявен от него за свещен) протоезик, който Дънов нарича ватански и го определя като първичен език на човечеството.

### Паневритмия
Паневритмията е система със задълбочена философска основа, съчетаваща музика, движение, мисъл и слово в хармонично цяло, която Петър Дънов създава в продължение на много години.:с. 251 – 253 Насочена е към подобряване и поддържане на здравето и стимулиране на хармоничното развитие на личността, на човешките способности, емоции и нагласи към живота чрез постигане на хармония с природата (вселената, всемира).

## Школа
Създадената от Петър Дънов Школа на Всемирното Бяло Братство е организирана на базата на разделение на последователите му на класове, отразявайки нивата на посветеност – схема, традиционна за една духовна/религиозна общност. Първият кръг е общодостъпен (външен кръг). Включва неделните беседи (изнасяни всяка неделя), утринните слова (започва да ги държи от септември 1930 г., също в неделя, но рано сутрин), съборните беседи (по време на съборите). Втори кръг (среден кръг/междинно ниво) в периода 1917 – 1932 г. представляват беседите, изнасяни пред жени/духовни сестри в четвъртък, а от 1922 до 1944 г. това е и Общият окултен клас, достъпен за по-ограничен кръг последователи, главно възрастни, но и младежи. Третият, най-специализиран кръг, е т.нар. Младежки окултен клас, в който влизат само лично поканени от Учителя свободни (неженени) млади хора (с малки изключения, допускани лично от него). Самият Петър Дънов говори за пътя на последователите си като слушатели, оглашени и ученици.:с. 61, 224
Според Дънов същността на една духовна школа е пресътворяването на теорията в практика, затова той дава редица методи за приложение на своите идеи. Действията от всекидневието са натоварени с духовна символика и за тях има конкретни съвети. В своите класове той включва задаване на теми за самостоятелно развитие, конкретни задачи и упражнения за изпълнение. Основната цел е животът да бъде едно безкрайно училище, неспирен процес на обучение, за да се достигне по-висша форма на съществуване. Учението му определя целта си като създаване на „новия човек“ – с нова култура, мислене, социална роля, и, променяйки човека, да се промени и света чрез изграждане на общество, базирано на идеята за братство между хората.:с. 142, 227

## Учение

### Обща характеристика
Спиритуалната система, създадена от Петър Дънов, е определена от него като учение – нарича я Новото учение и акцентира на разграничаването ѝ от религия: „Не ви давам религия, а ви давам учение за живота“. Освен за учение говори и за наука: „Не изповядвам никаква религия, но говоря за добър живот. Моята наука е за живота, който хората са изгубили“. Дънов е привърженик на съвременната му идея за свързване на религията и науката. Учението се оповестява като божествено учение за любовта, което показва нов път за човечеството, еквивалентно на Христовото учение. Дънов предлага „изчистване“ на елементите на неправилното разбиране на християнството, наслоени през вековете.
Основен термин за тази спиритуална система е школа (духовна школа). В нея се преподава практическо познание за духовния свят. В Учението на Петър Дънов основен принцип е практическото приложение на всичко научено – т.е. теория и практика са неизменно свързани (детайл, присъстващ по-незабележимо в антропософията). Целта е с практическа насоченост – културно-духовна трансформация.
Друг важен елемент е въвеждането на божествен небесен архетип – т. нар. Всемирно Бяло Братство (също и Велико Всемирно братство), общност от завършили своята еволюция същества, учители на човечеството. Те не образуват някакво видимо за хората общество или организация.
Човекът и неговото съзнание са основна тема в системата, изградена от Петър Дънов (за разлика от Рудолф Щайнер, акцентиращ на обяснението на света). Произходът на човека, смисълът на неговия живот и методите за достигане на поставените цели, разглеждани във взаимодействието човек – Бог и човешки – божествен свят, са в центъра на неговата система. Целта на учението на Дънов е създаване на „новия човек“: човек на новата култура, с нов тип мислене, социална роля и т.н., и чрез промяна на човека да се постигне промяна на света посредством изграждане на нов тип общество, базирано на идеята за братство между хората.
Петър Дънов чрез своето учение се стреми да обнови и модернизира религиозността/духовността на човека. То включва претълкуване на традиционните християнски модели, съчетани с източни идеи, в синхрон с процесите в европейското духовно пространство по това време. То може да бъде определено и като „специфична религиозно-културна система, опитваща се да отговори на новите въпроси на човека за самия него и за заобикалящия го (модерен) свят“.
Учението се конструира на две нива – носи универсални послания (човекът е фигура, стояща над расови, етнически, културни, национални и социални различия), което е основа за прилагането му в различни културни традиции, и същевременно е насочено към конкретната национална среда, в която възниква. Развива се идеята за духовната роля на България и българите в световна духовна еволюция. Учението се свързва и с три големи традиции по българските земи: Орфей и орфизма, делото на братята Кирил и Методий и богомилското движение.

### Идейна и методологична доктрина
Петър Дънов изгражда своето учение на три универсални принципа – любов, мъдрост и истина, чрез които Бог се проявява. Бог е любов. Любовта ражда живота, тя е същината на живота, космическа сила, която движи всичко в света. Мъдростта е носител на Божествената светлина, създаваща най-благоприятните условия за развитие на човешкия ум, даваща знание и осветяваща пътя. Истината освобождава човека и дава смисъл на неговия живот, тя дава власт на духа над материята.
Към основните принципи включва също правдата и добродетелта. Израз на тези пет принципа е пентаграмът, в който е вложен пътят на ученика, пътят на човека за възкачване.
Великото всемирно бяло братство, за което говори Дънов, е всемирен огранизъм от разумни същества, които са завършили своята еволюция милиони и милиарди години преди хората и сега направляват целия Космос. Върховен ръководител на Великото всемирно братство е Христос.
Историята на световната култура Петър Дънов разглежда като проекция на космически ритъм, структуриран от глобални периоди – полярен, хиперборейски, лемурийски, атлантски, пети (настоящия), шести и седми – и подпериоди. Подпериодите в сегашния пети период се наричат културни епохи: Рак (древноиндийска), Близнаци (древноперсийска), Телец (древноегипетска), Овен (гръко-римска), Риби (западноевропейска), Водолей (славянска). В тях човешкото съзнание се проявява и еволюира през степени на колективно, индивидуално, висше колективно и космическо. Според Дънов от 1914 година човечеството навлиза в епохата на Водолея, осъществявайки еволюционен преход от Петата към Шестата културна епоха. През настоящия междинен етап се правят първи стъпки във висшето колективно съзнание. Една от неговите социални форми е постигнатият чрез висшите аспекти на любовта живот за Цялото. Разширеното колективно съзнание, осъществяващо живота за Цялото, се разглежда като атрибут на предстоящата Шеста (Славянска) културна епоха и на произтичащата от нея бъдеща Шеста раса. Шестата раса ще се прояви в бъдещия Шести голям период и ще реализира в още по-голяма пълнота културата на любовта.
Психологичният аспект на човешкото развитие според Петър Дънов е последователната трансформация през 4 културологични архетипа: старозаветен, новозаветен, праведен и ученик.
Основни методи за духовна работа в създадената от Петър Дънов Школа са молитвени събрания, слушане/четене на Словото на Учителя, музикални и дихателни упражнения, посрещане на изгрева на слънцето, планински екскурзии, живот в братски общности, годишни събори и други. Специален метод е Паневритмията.

### Христология на Дънов
Петър Дънов се защитава срещу нападките на някои православни изследователи, които го набеждават, че се е самообявил за прероден Христос: „Понякога казвате: „Господин Дънов дали е Христос, или Христос е в него?“ Ще ви кажа: Христос не съм. Но Христос е в мен. Ако бях Христос, за когото ме мислите, щях да управлявам целия свят; щом не съм такъв човек, не съм и Христос. Христос не е на физическия свят.“

## Отглас

### Разпространение на учението
През 1995 последователи на Всемирното Бяло Братство в България юридически регистрират организация с идеална цел „Бяло Братство – България“, която се ръководи от Върховен братски съвет със седалище София. Извън пределите на страната съществуват десетки духовни центрове, най-голям от които е френският център в Бонфен. Той е основан през 1953 г. от Михаил Иванов (1900 – 1986) – ученик на Петър Дънов, наричан от последователите си Омраам Микаел Айван(х)ов.

### Духовно и културно влияние
Творчеството и дейността на Дънов са обект на изучаване и анализи от учени и духовни водачи.
- През 90-те години на XX век и в началото на XXI век се разпространява мистификация, според която Алберт Айнщайн се изказва положително за Петър Дънов. Според статия във вестник „Монитор“ по повод годишнина от рождението на Алберт Айнщайн, през 1989 г. френското радио RDF (на френски: Radiodiffusion française, спряло да излъчва през 1949 г., а наследникът му RTF през 1964 г.) е излъчило предаване с негови изказвания, между които е било и следното: „Целият свят се прекланя пред мен, а аз се прекланям пред духовния учител Петър Дънов от България.“[55] Същото твърди и председателят на Бялото братство в България Андрей Грива.[56] Преподавателката от НБУ Лилия Гурова разследва това твърдение, за което няма директни доказателства. Според Джон Нортън от Питсбъргския университет, авторитетен изследовател на архивите на Айнщайн, е малко вероятно и дори невероятно Айнщайн да е казал наистина тези думи, в частност и защото Айнщайн поначало е изпитвал презрение към „авторитетите“. Предположението на Гурова е, че в случая думите са приписани на Айнщайн, за да бъде използван неговият собствен авторитет.[56]
- Според последователите на Петър Дънов Рудолф Щайнер, основателят на антропософията, е казал на Боян Боев, тогава студент в Германия, че „на славянството е определена велика мисия. То, и в частност България, ще допринесе много за духовното повдигане на човечеството. Върнете се в България, там има мощно духовно движение, начело на което стои велик духовен посветен.“
- Алфред Ломоние, професор от Тулузкия университет, Франция, при посещението си в България се обръща към Дънов с думите: „Ние дойдохме да Ви благодарим от всичката си душа и всички си дух, също така и да Ви искаме нови благословения, съвети, пример, физическа, морална и интелектуална сила, за да можем по-добре да служим на Цялото.“[57]
- Във Франция Михаил Иванов, един от учениците му, създава през 1947 г. своя организация, която нарича Всемирно бяло братство,[58] която в следващите десетилетия разгръща десетки духовни центрове по всички континенти. Последователите на Иванов практикуват частично паневритмията и специално изучават „мистичния български език“, за да пеят в оригинал музикалните упражнения на Дънов.
- След демократичните промени в България стотици хора от цял свят посещават ежегодния дъновистки събор край Седемте рилски езера, за да участват в „Школата на Планината“ и да изпълняват свещения за дъновизма танц паневритмия.[59][60]
- През 2005 г. интернет сайт, посветен на Дънов, стартира инициатива за многоезично превеждане на неговото литературно наследство на руски, немски, английски, испански, френски, полски и други.[61]

### Християнската църква и Дънов
Отношението на Българската православна църква (БПЦ) към учението на Дънов още отначало е изцяло отрицателно и продължава да е такова.:с. 269 Първоначално критиките се ограничават само по страниците на периодичния църковен печат, но нарастването на последователите на Бялото братство след войните поражда остра реакция от страна на Църквата. На заседанията на Св. Синод в периода 1921 – 1922 г. това увеличаване на последователите в почти всички епархии и дейността им се определят за „по-голямо зло“ от протестантската и католическа пропаганда (тъй като тя „нови привърженици изобщо няма“). Издават се редица книги и брошури против новото учение, с автори теолози и свещенослужители. Митрополитите са задължени да подтикват свещеническите братства по-често да инициират публични сказки против учението с участието на добре подготвени лектори и мисионери, а където е възможно да организират и публични диспути с опоненти от Бялото братство и Теософското общество, целящи тяхното разобличаване. Опасенията на архиереите са свързани с проповядваната от П. Дънов нова социална етика, отричането според тях на божествената същност на Христос и приравняването му до един от „учителите“, отричането на църквата като институция, окултните практики. На 7 юли 1922 г. архиерейски събор на Българската православна църква обявява Петър Дънов за самоотлъчил се от нея, а учението му – за еретическо и опасно за вътрешния мир и обществения морал. Някои от най-близките му сподвижници също са отлъчени.:с. 96 – 98 Главно обвинение срещу него е, че се идентифицира с Христос въпреки недвусмисленото му изказване от 8 август 1920 г.: „Не търсете Христа на физическото поле; не Го търсете и в един човек, защото Той е във всички хора. Само че там, където се проявява Христос, ще видите интензивна Светлина. Христос е един и много. Понякога казвате: „Г-н Дънов дали е Христос, или Христос е в него?“ Ще ви кажа: Христос не съм, но Христос е в мен. Ако бях Христос, за когото ме мислите, щях да управлявам целия свят. Щом не съм такъв човек, не съм и Христос. Христос не е на физическия свят.“
През 20-те години на XX век БПЦ иска да ангажира и държавните институции в борбата си със „сектантите“; настоява да бъде приет Закон за изповеданията, но това не се случва до установяването на комунистическата власт през 1944 г. През 1925 г. успява да преустанови годишните събори на Бялото братство в Търново, но това води до провеждането им от следващата година на „Изгрева“ край София. Повече подкрепа църквата среща през втората половина на 30-те и началото на 40-те години, когато с помощта на местните органи на властта често успява да попречи на мероприятия на Бялото братство особено в провинцията (недаване на обществени салони за дейност на братството, забрана за изнасяне на сказки от негови представители и др.:с. 99 – 100
През XXI век нападките на църквата срещу учението на Дънов отново се активизират след избирането му на второ място в класацията „Великите българи“ (2007 г.).:с. 270. Църквата отхвърля изцяло идеите му, включително окултизма и приеманите за индуистко влияние възгледи за прераждането, като противоречащи на всички основни елементи на православната доктрина. През 2011 г. излиза двутомен труд на йеромонах Висарион Зографски „Петър Дънов и Ванга – пророци и предтечи на антихриста“. Учението на Дънов е обявено за окултно лъжеучение, а той и Ванга са наречени „реални проводници на демонични сили“.:с. 269, 270  Кампанията особено се засилва: статии, интервюта. Това предизвиква критични реакции в обществото спрямо свещенослужители и спрямо Българската православна църква като цяло, включително и от богослови, и подкрепа на тезата за новата духовност като отговаряща на потребностите и съзнанието на съвременния човек.:с. 270

### Българските философи и Дънов
Учението на Петър Дънов е обект на теологични и философски анализи. През 1917 г. теологът Даниил Ласков публикува във вестник „Духовна култура“ статиите: „Какво нещо е теософията“ и „Как гледа Библията на теософския спиритизъм и окултизъм“, а през 1922 г. излиза книгата му „Петър Дънов и неговото учение“, в което дъновизмът се определя като „сбор от езически суеверия, теософски спиритизъм и окултизъм“. През 1929 г. Ангел Томов анализира в списание „Философски преглед“ религиозно-философската концепция на учението, изтъквайки, че то може да бъде разбрано само като съставка на мистичната вълна на новото време, характеризираща се с растящ интерес към спиритизма и с настъпателно движение на теософията и на различните окултни школи и мистични общества в света. (Виж списание „Философски преглед“, 1931, кн. II) По-късно авторитетният ремкеанец професор Димитър Михалчев публикува последователно в същото списание студиите „Религиозно-философският мироглед на Петър Дънов“ (1930) и „Против дъновизма като теософско учение“ (1931). Според него става дума за пантеистична метафизика, която увлича масите в мистицизъм и ги прави „загубена част от народа“ за държавата и нацията.
В края на XX век някои неформални философски кръгове в България предлагат метода на структуралистична реконструкция в интерпретацията на текстовете на Петър Дънов. Според тях, те са построени на троичен диалог Христос-Аз-Другия, което позволява да бъдат видени отвътре и да бъдат преживени като Слово или морално събитие.
Йордан Ватев определя творчеството на Петър Дънов като „философия с огромно влияние в мащабите на Европа и не само на нея“, която се явява „реален път за опознаването и приемането на българската философска култура в европейски и извъневропейски план“. Според него в скромната история на българската философска проблематика се открояват учението на богомилите и учението на Дънов.

### Българската държава и Дънов
От 1914 г. Петър Дънов се установява трайно в София, в дома на Петко Гумнеров на ул. „Опълченска“ № 66 – къща близнак с тази на семейството на Георги Димитров.:с. 93 – 94 Според спомени на съвременници през годините неколкократно е укривал от полицията комунистическия лидер, брат му и сестра му.:с. 103 – 104 Започва да държи редовни седмични беседи. По време на Първата световна война, през юли 1917 г. софийският кмет пише до Министерството на вътрешните работи и в резултат публичните му беседи са забранени. Преписката е изпратена и в Министерството на външните работи и вероизповеданията, където началникът на Вероизповедния отдел Никола Семенов дава положителна оценка на учението на Дънов и настоява да не се предприемат строги мерки срещу него, но въпреки това правителството на Васил Радославов го интернира във Варна, където живее до края на войната. След това се завръща в София и продължава дейността си.:с. 93 – 94
По време на земеделското управление на Александър Стамболийски (1919 – 1923), въпреки атаките на църквата, движението му не е притеснявано от централната власт. След преврата на 9 юни 1923 г. обаче отношението на държавната власт се променя. През юли 1925 г. Петър Дънов за първи път е викан в полицията за даване на писмени обяснения за дейността и идеите си. На 29 август 1925 г. е арестуван, в края на поредния събор на Бялото братството в Търново, но тъй като обвинения не са му повдигнати, още същия ден е освободен. Повишеното внимание на Обществена безопасност (от 1925 г. Държавна сигурност) е провокирано не само от неговото учението, но и от близостта му с редица земеделци, комунисти и анархисти, които получават от него подкрепа.:с. 101 – 102
През 1934 г., след Деветнадесетомайския преврат, Държавна сигурност организира постоянно наблюдение над дъновистите и техните печатни издания. През 1937 г. П. Дънов отново е викан в полицията на разпит във връзка с проповядваните от него идеи. Неговата организация е ограничавана, по-скоро с цел спиране на възможностите за по-широко разпространение на учението. Тъй като въпреки своите виждания той не насърчава последователите си към отказ от спазване на произтичащите от законите задължения спрямо държавата и тезата му е за ненасилие, за еволюционно, а не революционно развитие, до открити репресии и политически процеси не се стига.:с. 104 – 105
След смъртта на Петър Дънов на 27 декември 1944 г. последователите му, за да изпълнят неговото желание да бъде погребан на „Изгрева“, пишат до Георги Димитров в Москва. На 30 декември 1944 г. министърът на вътрешните работи Антон Югов издава служебна бележка на Бялото братство: „Разрешавам починалия Петър Дънов да бъде погребан според желанието на неговите приятели в селището „Изгрев“. Запазването на това разрешение позволява гробът на Петър Дънов да се запази и до днес, въпреки многобройните опити в следващите десетилетия мястото да бъде включено в регулация.:с. 140 От 2004 година името на Дънов носи и площад в квартала (Карта).

#### Отношение на Дънов към регистриране на Братството
През 1921 г. хора от русенския кръжок на Бялото братство, без одобрението на Петър Дънов, съчиняват устав, за да се регистрират като юридическа личност, избират си Управителен съвет, правят си членски карти и т.н. Уставът им е утвърден от Министерството на вътрешните работи на 13 юли 1921 г. и от Министерството на земеделието на 22 юни 1922 г. Регистрирани се като „Общество Бяло Братство“. Дънов се отнася неодобрително, становището му е, че тяхното общество няма нужда от такава организация: „Ами че какво се нуждае това общество от устави? Като имат другите общества устави, защо не седите при тях? Всичката ви грешка седи в това, че вие искате да дойдете тук да се проявите като в света. Не, тук ще се проявите най-естествено, по Божествено“. Според него не трябва да се уповават на човешките разпореждания и уредби, а да живеят по Бога, защото доброто и любовта с устави не върви. Той не разрешава да се прави устав в София и да се минава през съда и МВР.